# 東条町立東条東中学校
東条町立東条東中学校（とうじょうちょうりつ とうじょうひがしちゅうがっこう）は、かつて兵庫県加東郡東条町（現：加東市）にあった公立中学校。

## 概要
設立当初は鴨川小学校の一部を借りていた。

## 沿革
- 1947年 - 加東郡学校組合立上東条中学校として開校。
- 1950年 - 上東条立上東条中学校と改称。
- 1955年3月31日 - 東条町立東条東中学校と改称。
- 1964年3月31日 - 東条町立東条中学校新設のため、廃校。